# David Degen
David Degen (født 15. februar 1983 i Hölstein, Schweiz) er en schweizisk tidligere fodboldspiller, der spillede som højre kant. Gennem karrieren var han blandt andet tilknyttet FC Aarau, Young Boys, FC Basel og tyske Borussia Mönchengladbach.
Med FC Basel vandt Degen det schweiziske mesterskab i både 2005, 2006 og 2008.
Degen er tvillingebror til en anden professionel fodboldspiller, Philipp Degen.

## Landshold
Degen nåede gennem karrieren 11 kampe for det schweiziske landshold, som han debuterede for i 2006. Han var en del af den schweiziske trup til VM i 2006 i Tyskland, men kom dog ikke på banen i nogen af schweizernes fire kampe i turneringen.